# شومزال
شومزال (به آلمانی: Schwemsal) یک منطقهٔ مسکونی در آلمان است که در مولدشتاوزه واقع شده‌است. شومزال ۶۶۳ نفر جمعیت دارد.